# タンクレーディ (ロッシーニ)
『タンクレーディ』（伊: Tancredi）は、ジョアキーノ・ロッシーニが1813年1月頃に作曲し、同年2月6日にヴェネツィア・フェニーチェ劇場で初演された初の本格的オペラ・セリア。このオペラの成功により、ロッシーニはイタリア中で名声を得ることとなった。台本は、ヴォルテールの悲劇「タンクレード」を元にガエターノ・ロッシが執筆した。

## 作曲の経緯
「試金石」で初めてオペラ・ブッファで成功を収めたロッシーニは、兵役を免除され、ヴェネツィアのフェニーチェ歌劇場の委嘱を受け新たにオペラ・セリアを書くこととなった。作曲までの経過については不明な点も多いが、本作品の成功で、ロッシーニの名はイタリア中にとどろくこととなった。
しかし、主人公が死ぬこととなっている原作と異なり、劇場ではハッピーエンドで終わらせなければいけないという慣習に従ったことに疑問を感じ、フェラーラでの上演の際は原作どおりに悲劇版として発表している。

## 作品の特徴
この作品は、主役であるタンクレーディに女性歌手を充てたことが大きな特徴といえる。この当時、フランス革命の影響を受けてカストラートが歌劇場から追放されたが、テノールはまだ主役を張るには未熟な状態であった。そこでロッシーニが目をつけたのがカストラートと同じ声域を有するコントラルト歌手だった。コントラルト歌手の奥深い声とヒロインのソプラノ歌手との重唱はえもいわれぬ効果をもたらすものであったために、その後のロッシーニのオペラ・セリアでは男装女性歌手が主役級の役割を果たすこととなる。他にもソプラノやテノールにも超絶技巧が求められるために、なかなか上演する機会が少ないのも事実である。しかし、1970年代にフェラーラ版が再発見されてからは、「セミラーミデ」と並んで人気を二分するオペラ・セリアとなっている。ちなみに、タンクレーディを得意としたメゾソプラノ歌手マリリン・ホーンはフェラーラ版での上演にこだわっていた。また、最近ではフェラーラ版のフィナーレの後でヴェネツィア版のフィナーレを流すという演出も行われている。

## 構成
- 第1幕
  - 第1場…アルジーリオの宮殿の回廊
  - 第2場…海岸を望む宮廷の庭
  - 第3場…城壁の近くの広場
- 第2幕
  - 第1場…アルジーリオの城内の回廊
  - 第2場…牢獄
  - 第3場…シラクサの大広場
  - ヴェネツィア版第4場…山間の崖下
  - フェラーラ版第4場…戦場

## 編成

### 登場人物
- アルジーリオ（シラクサの王でアメナイーデの父）…テノール
- タンクレーディ（前王の息子）…メゾソプラノ
- オルバッツァーノ（アルジーリオと対立する貴族）…バス
- アメナイーデ（アルジーリオの娘）…ソプラノ
- イザウーラ（アメナイーデの友人）…メゾソプラノ
- ロッジェーロ（タンクレーディの腹心）…メゾソプラノ

### 管弦楽
- フルート2（1はピッコロ持ち替え）
- オーボエ2
- コーラングレ
- クラリネット2
- ファゴット2
- ホルン2
- トランペット2
- ティンパニー
- トルコ軍楽
- 弦五部
  - 第1ヴァイオリン
  - 第2ヴァイオリン
  - ヴィオラ
  - チェロ
  - コントラバス
- 男声合唱

レシタティーヴォ用に
- ピアノ・フォルテ、チェロ、コントラバス

## あらすじ
舞台は1005年のシラクサ

### 第1幕

#### 第1場
舞台はアルジーリオの宮殿の回廊、騎士たちとその従者たちが集い、党派抗争の終結と友情の復活を祝い祖国への忠誠を誓う（合唱「。平和、名誉、忠誠、愛」）アルジーリオはオルバッツァーノとの反目を解消し一同と結束してサラセン軍と戦うよう呼びかける。亡命中のタンクレーディを裏切り者とするアルジーリオは、娘アメナイーデをオルバッツァーノに嫁がせると約束する。従者を従えアメナイーデが現れる。彼女は愛と調和を讃える（合唱「そよ風は心地よく穏やかに吹き」）に幸せを噛み締めるが、父からオルバッツァーノとの結婚を命じられてしまう。

#### 第2場
海岸を望む宮殿の庭。一艘の帆掛け舟が接岸し、タンクレーディと部下たちが下船する。タンクレーディは祖国への無事帰還を感謝し、恋人との再会を思い描いて喜びと不安に浸る。（アリア「おお、祖国よ！…君はわが心を燃え上がらせ」）そこにアメナイーデが父アルジーリオとやって来るので、彼は隠れて様子を伺う。アルジーリオは娘にタンクレーディのメッシーナ到着を告げ、シラクサに戻れば死刑にすると言い渡し、改めてオルバッツァーノとの結婚を強要してその場を去る。タンクレーディが姿を見せるとアメナイーデは驚き、その身を案じて遠くへ逃れるように求める。タンクレーディは真意を測りかねて苦しむ。

#### 第3場
場所は変わって城壁の近くの広場。貴族と戦士たちがオルバッツァーノとアメナイーデの婚礼を祝っている。（合唱「愛よ、降りてこい」）その歌声を耳にしたタンクレーディは、恋人に裏切られたと思い込む。やがて人々が集まると、彼は身分を隠して義勇軍への参加を申し出る。タンクレーディの姿を認めたアメナイーデはこれに力を得て、父へ結婚式を取りやめるように願い出るが却って怒りを買ってしまう。そこにオルバッツァーノがアメナイーデの手紙を持って現れる。宛名の無いその手紙は、彼女がタンクレーディに渡すつもりで書いてあったのだが、内容が朗読されると皆は彼女がサラセンの将軍ソラミーロと内通したと誤解する。祖国を裏切ったとみなされたアメナイーデは逮捕され、父から死刑を言い渡される。事の成り行きに一同戦慄する。（フィナーレ「神よ！ なんてことだ！」）

### 第2幕

#### 第1場
舞台はアルジーリオの城内の回廊。アメナイーデの裏切りに怒りが収まらないオルバッツァーノは、アルジーリオに元老院の下した死刑判決への署名を迫る。慈悲を乞うイザウーラ。アルジーリオは国王の義務と娘への愛の狭間で懊悩するものの（アリア「ああ！ 署名しようとしてもできぬ」）、最後に意を決して署名する。イザウーラはオルバッツァーノを非難し、アメナイーデのために祈る。

#### 第2場
舞台は牢獄に変わり、アメナイーデが鎖に繋がれている。死を覚悟した彼女は、何時の日かタンクレーディが自分の無実を知り、後悔の涙を流すことを願う。（アリア「いいえ、死というものは」）王とオルバッツァーノ、騎士たちが入ってくる。王は父としての愛情に突き動かされ娘を許すが、オルバッツァーノは彼女を裏切り者と非難し、「罪ある女を護る騎士は一人もいない」と言い捨てる。するとタンクレーディが現れ、オルバッツァーノへの決闘を申し込む。相手が気づかぬままオルバッツァーノはこれを受け入れ、アメナイーデの鎖を解かせて連行させると立ち去る。王は勇士の出現を喜び、タンクレーディは恋人の誠実さを疑いつつも命を捧げる決意を述べる。合図のトランペットが鳴り、王に励まされたタンクレーディは決闘の場へと向かう。（二重唱「ああ、もしも私の不幸を」）
イザウーラ、続いてアメナイーデが来て二人で決闘の成り行きを心配していると、戻ってきたアルジーリオが戦いの模様を伝える。アメナイーデがタンクレーディの無事を神に祈っていると、遠くから勇者を讃える群衆の声が聞こえる、タンクレーディの勝利を知り彼女の不安は喜びに変わる。（アリア「恭しく崇める正義の神様」）

#### 第3場
シラクサの大広場。人々の歓呼を浴びるタンクレーディ。（合唱「喝采しよう、人々よ」）しかし、心晴れぬ彼は祖国を去ろうと決意する。アメナイーデが来て誤解を解こうとするがタンクレーディは耳を貸さず、二人は理解しあえぬまま苦しむ。（二重唱「ほっといてくれ：聞く耳は持たぬ」）タンクレーディに付き従うことを拒まれたロッジェーロに対し、イザウーラはアメナイーデの潔白を説明する。驚いたロッジェーロは、それが本当なら主人も平和を取り戻せると喜ぶ。（アリア「ついに微笑みながら戻ってきた」）

### ヴェネツィア版のフィナーレ

#### 第4場
山間の崖下。アメナイーデを忘れられないタンクレーディが一人苦しむ。サラセンの兵士たちが勝利を願う歌声「恐怖が町を支配する」が聞こえてくる。アメナイーデとアルジーリオがやって来てタンクレーディーの誤解を必死に解こうとするが彼は心を開かない。アメナイーデが足元に身を投げ出すのを見てようやくタンクレーディも心動かされるが、サラセン軍が間近に迫り、彼は騎士たちを率いて戦地へと向かう。やがて勝利して戻ってきた彼は、打ち倒した敵将の口からアメナイーデの潔白を告げられており、一同喜びのうちに和解する。（フィナーレ「この甘美なときめきの中」）

### フェラーラ版のフィナーレ

#### 第4場
騎士たちがタンクレーディを指揮官に求め、その姿を探している。（合唱「恐怖が町を支配する」）アメナイーデとアルジーリオは彼を見つけるが、タンクレーディは心が乱されることを望まず、彼女を拒絶して戦場へと赴く。（ロンド「なぜ平和を乱すのか」）その場に残されたアメナイーデの耳に激しい戦闘の音が聞こえる。やがて戻ってきたアルジーリオは、タンクレーディが敵に刺されて瀕死の重傷を負ったと告げる。（「勇者が死ぬ」）という悲痛な歌声と共にタンクレーディが運ばれてくる。アルジーリオから「娘は貴方を愛していた。私たちは何もかも誤解していたのだ」と教えられた彼は自分の悲願が成就したことを知り、末期の苦しみのなか、アメナイーデに別れを告げ、息絶える。（アリア「アメナイーデ…持ち続けておくれ、お前の」）

## 主要曲
- 第1幕
  - 第2場のアリア「おお、祖国よ！…君はわが心を燃え上がらせ」（タンクレーディ）
  - フィナーレ「神よ！何てことだ」
- 第2幕
  - 第1場のアリア「ああ！ 署名しようとしてもできぬ」（アルジーリオ）
  - 第2場のアリア「いいえ、死というものは」（アメナイーデ）
  - 第2幕の二重唱「ああ、もしも私の不幸を」（タンクレーディ、アルジーリオ）
  - 第2場のアリア「恭しく崇める正義の神様」（アメナイーデ）
  - 第3場の二重唱「ほっといてくれ：聞く耳は持たぬ」（タンクレーディ、アメナイーデ）
  - ヴェネツィア版フィナーレ「この甘美なときめきの中」（タンクレーディ、アメナイーデ、アルジーリオ）
  - フェラーラ版フィナーレ「アメナイーデ…持ち続けておくれ、お前の」（タンクレーディ）